# Neolophonotus annettae
Neolophonotus annettae là một loài ruồi trong họ Asilidae. Neolophonotus annettae được Londt miêu tả năm 1988. Loài này phân bố ở vùng nhiệt đới châu Phi.